# Louis Delavaud
Louis Charles Marie Delavaud, född 1860, död 31 januari 1924, var en fransk diplomat och historiker.
Delavaud trädde i diplomattjänst 1884, var direktör i utrikesministeriet 1902-1905, samt minister i Kristiania 1905-11. 1917-1918 var han chef för blockadbyrån i utrikesministeriet, och minister i Stockholm 1918-1923. Delavaud utvecklade ett omfattande historiskt författarskap, särskilt rörande Frankrikes förbindelser med Skandinavien i äldre tid. 1913 erhöll han av Société d'histoire de la France, vars president han var 1917-1918, i uppdrag att utge kardinal Richelieus memoarer, av vilka 3 band utkom under Delavauds ledning 1918. Delavaud var en varm vän av Sverige och Skandinavien och arbetade med framgång för ett stärkande av förbindelserna med Frankrike. Till svenska finns översatt Våra utländska vänner och den franska tanken (1919).

## Utmärkelser
- Storkorset av Finlands Vita Ros’ orden,  1919[2]
- Kommendör av Hederslegionen[3]
- Illis Quorum[4]

[Redigera Wikidata]